# Hyalurga zetila
Hyalurga zetila là một loài bướm đêm thuộc phân họ Arctiinae, họ Erebidae.